# Terugkeervisum (Nederland)
Een Nederlands terugkeervisum is een document dat in Nederland door de Immigratie- en Naturalisatiedienst (IND) wordt uitgegeven aan personen met een verblijfstatus, waarvan de verblijfsvergunning afloopt. De IND kan als door de aanvrager aan de voorwaarden voldaan wordt een terugkeervisum afgeven, zodat de vreemdeling hiermee Nederland weer binnen kan reizen: het geeft dan recht op terugkeer naar (wedertoelating in) Nederland. Het terugkeervisum wordt geplaatst in een geldig reisdocument. Dit kan een geldig nationaal paspoort zijn of een Nederlands laissez-passer.
Het visum kan worden afgegeven aan vreemdelingen met een verblijfsvergunning, alsmede onder bepaalde voorwaarden aan vreemdelingen die rechtmatig verblijf hebben op grond van artikel 8 onder f, g, of h van de Vreemdelingenwet 2000.
In het geval er in de bezwaar- of beroepsprocedure een voorlopige voorziening is aangevraagd, dient deze eerst door de rechter te worden toegewezen alvorens het verblijf in Nederland rechtmatig is en een terugkeervisum kan worden aangevraagd.
Asielzoekers/W-documenthouders mogen niet reizen, zolang ze nog in procedure zijn. Ookaan hen kan echter in dringende gevallen een laissez-passer worden afgegeven. Zij moeten een terugkeervisum aanvragen omdat anders het laissez-passer voor hen onbruikbaar is.
Een terugkeervisum wordt in de regel niet verleend aan een asielzoeker die van plan is vanuit Nederland een bezoek aan zijn land van herkomst te brengen. Met het aanvragen van het terugkeervisum voor terugkeer na een bezoek in het land van herkomst kan al grond zijn voor afwijzing van de asielaanvraag: door het aanvragen van asiel in Nederland heeft de asielzoeker immers te kennen gegeven dat hij niet terug kan naar zijn land van herkomst omdat hij daar heeft te vrezen voor vervolging.
Voor vreemdelingen die in procedure zijn voor de aanvraag van een reguliere verblijfsvergunning, is het bezit van een machtiging tot voorlopig verblijf ofwel MVV een voorwaarde voor het verkrijgen van een terugkeervisum. 